# Lambiridi
Lambiridi (łac. Lambiriditanus) – stolica historycznej diecezji w Cesarstwie rzymskim w prowincji Numidia. Współcześnie identyfikowana z okolicą Kherbet-Ouled-Arif w północnej Algierii. Obecnie katolickie biskupstwo tytularne. W latach 2007–2022 biskupem Lambiridi był biskup pomocniczy tarnowski Wiesław Lechowicz.

## Biskupi tytularni
| Lp. | Biskup                             | Funkcja                                | Od              | Do               |
| --- | ---------------------------------- | -------------------------------------- | --------------- | ---------------- |
| 1   | Miguel Angel Lecumberri Erburu OCD | wikariusz apostolski Tumaco (Kolumbia) | 3 maja 1966     | 14 marca 2007    |
| 2   | Wiesław Lechowicz                  | biskup pomocniczy tarnowski            | 22 grudnia 2007 | 15 stycznia 2022 |
| 3   | Mario Luis Durán Berríos           | biskup pomocniczy La Paz (Boliwia)     | 22 lutego 2022  |                  |